# Стерн, Митчелл
Митчелл Стерн (англ. Mitchell Stern; 26 июля 1955, Кливленд — 9 апреля 2001, Нью-Йорк) — американский скрипач и альтист.
Учился в Кёртисовском институте и Джульярдской школе у таких педагогов, как Дороти Делэй, Иван Галамян, Арнолд Стайнхардт, Чарлз Кастлмен. Лауреат нескольких конкурсов и премий, в том числе один из последних лауреатов Конкурса имени Левентритта (1978).
В 1980—1990 гг. первая скрипка Американского квартета, с которым, в частности, записал произведения Дворжака, Прокофьева и Шёнберга. В 1991—1994 гг. концертмейстер Американского симфонического оркестра, играл также в составе камерного оркестра «Орфей». Преподавал в Манхэттенской школе музыки, Консерватории Пибоди, Школе музыки Харта и др.